# David Tritschler
David Tritschler (* 9. Februar 2003) ist ein deutscher Fußballspieler.
In der Jugend wechselte Tritschler vom SV Hinterzarten zur U13-Mannschaft des SC Freiburg. 2020 ging er zum Freiburger FC. In der Saison 2021/22 spielte Tritschler für die erste Mannschaft vom FC Neustadt in der Landesliga Südbaden. Nach seiner Rückkehr zum Freiburger FC war er in der Spielzeit 2022/23 in der Oberliga Baden-Württemberg aktiv. Zur Saison 2023/24 wechselte Tritschler zur zweiten Mannschaft des VfB Stuttgart. Seine Debütsaison in der Regionalliga Südwest schloss er mit dem VfB II als Staffel-Meister mit dem Aufstieg in die 3. Profi-Liga ab.
Mit dem VfB Stuttgart II gab Tritschler gegen Hansa Rostock am 3. August 2024 am 1. Spieltag der Spielzeit 2024/25 sein Drittliga-Debüt.